# Сибирка (Челябинская область)
Сиби́рка — посёлок в Саткинском районе Челябинской области России. Входит в состав Саткинского городского поселения.

## География
Находится на левом берегу реки Малой Сатки, в 18 км к юго-западу от районного центра города Сатки. Расположен на высоте 591 метра над уровнем моря.

## Население
| 2002 | 2010 |
| ---- | ---- |
| 132  | ↘128 |

По данным Всероссийской переписи, в 2010 году численность населения посёлка составляла 178 человек (83 мужчины и 95 женщин).

## Уличная сеть
Уличная сеть посёлка состоит из 6 улиц.